# Mezquita Blanca de Nazaret
La mezquita blanca es la mezquita más antigua de Nazaret, Israel, encontrándose situada en el llamado Harat Alghama, o barrio de la mezquita, en el centro del antiguo mercado de Nazaret. Fue levantada entre 1804 y 1808, bajo Suleiman Pasha y su comisionado en la ciudad, Sheikh Abdullah al-Fahoum, cuyos descendientes siguen teniendo la administración (waqf) del edificio en la actualidad.
Hoy en día, llega a alojar más de 2000 personas en el sermón del viernes, y también es sede de un museo de la historia de Nazaret.